# Premio D. Emilio Castelar
De Premio D. Emilio Castelar is een Spaanse mensenrechtenprijs. 
De onderscheiding is vernoemd naar de voormalige Spaanse premier Emilio Castelar y Ripollo, onder wiens bewind de wet waardoor de slavenhandel formeel nog mogelijk was, werd afgeschaft. Het initiatief voor de prijs is afkomstig van een instelling bestaande uit Pan-Afrikaanse en Centraal-Amerikaanse migranten in Spanje in samenwerking met de Spaanse Human Rights Counsel en een aantal Spaanse Parlementsleden. De uitreiking van de prijs moet tot uitdrukking brengen het begin van een proces dat moet leiden tot erkenning van Spanje voor haar aandeel in de mensenrechtenschendingen ten tijde van de slavernij en het aanbieden van excuses daarvoor.
De Premio D. Emilio Castelar werd voor het eerst uitgereikt op een Conferentie op vrijdag 5 december 2008 in het gebouw van de Spaanse Afdeling van het Europese Parlement in Madrid, in verband met 60 jaar Universele Verklaring van de Rechten van de Mens.
De eerste onderscheidingen gingen onder meer naar de Amsterdamse politica Barryl Biekman en het Amerikaanse Congreslid Steve Cohen.
Barryl Biekman viel de eer te beurt omdat zij op het gebied van de erkenning van het leed dat de trans-Atlantische slavenhandel en de slavernij hebben teweeggebracht, baanbrekend werk heeft verricht. Zij droeg er in belangrijke mate toe bij dat dit onderwerp op de agenda van de Nederlandse Staat en het Nederlandse Parlement belandde. Zij zette zich krachtig in voor de oprichting van het Nationaal Monument Slavernijverleden in het Amsterdamse Oosterpark en voor de totstandkoming van het Nationaal Instituut Nederlandse Slavernijverleden en Erfenis in Amsterdam. Ook haar inzet tijdens de VN Durban Wereld Conferentie in 2001 tegen racisme, discriminatie en vreemdelingenhaat is niet onopgemerkt gebleven.